# کارودانو
کارودانو (به ایتالیایی: Carrodano) یک کومونه در ایتالیا است که در استان لا اسپتزیا واقع شده‌است.

## خصوصیات
کارودانو ۲۱٫۰ کیلومترمربع مساحت و ۵۳۲ نفر جمعیت دارد.